# シンエイグループ
シンエイグループは、株式会社シンエイ、株式会社Flex、株式会社シンエイ企画から成る、フレキソ印刷用の印判を制作する会社である。

## 沿革
- 1967年7月 - 創業者である永沼眞治によって、製版業として、現在に続く段ボール製版が開業された[1]。
- 1967年10月 - 愛媛県松山市に松山事業部が開設開設された。この事業部は、現在の株式会社四国眞永 松山工場にあたるとされている[1]。
- 1974年08月 - 愛媛県の東予地方に伊予三島事業部が開設される[1]。
- 1976年10月 - 組織を法人化し、株式会社眞永とする。この年、各事業部の工場には樹脂製版装置が導入された。
- 1978年12月 - 事業所にプレス製版が装置が導入される。事業領域として、彫刻・樹脂・プレスの3分野の製版技術が確立された。